# Lannéanou
 Lannéanou  (en bretón Lanneanoù) es una población y comuna francesa, situada en la región de Bretaña, departamento de Finisterre, en el distrito de Morlaix y cantón de Plouigneau.

## Demografía
| 548 | 499 | 427 | 356 | 357 | 341 |
| Para los censos de 1962 a 1999 la población legal corresponde a la población sin duplicidades (Fuente: INSEE [Consultar]) |     |     |     |     |     |